# Élections communales marocaines de 2015
Les élections communales marocaines de 2015 ont lieu le  4 septembre 2015 afin de renouveler pour six ans les membres des conseils communaux du Maroc. Des élections régionales ont lieu simultanément.

## Résultats

### Globaux
Le taux de participation est de 53 %  et les observateurs internationaux soulignent que les élections se sont bien déroulées . 
Le PAM arrive premier en nombre de sièges (21 %), suivi de l'Istiqlal (16,2 %) puis du PJD (15,9 %). Le PJD remporte cependant les grandes métropoles du pays comme Rabat, Salé, Tanger, Kénitra, Meknès, Marrakech, Agadir et Fès où il va jusqu’à déloger le patron de l'Istiqlal Hamid Chabat.
Les résultats des élections sont marquées par une importante division entre les zones rurales et les zones urbaines où on assiste à une forte montée en puissance du PJD ,. La plupart des commentateurs marocain et internationaux estiment que le vrai grand gagnant de ces élections est le PJD ,,,, surtout si l'on se réfère au nombre de voix obtenues  et sa progression urbaine,. 

### Tableau récapitulatif
| Parti | Parti                                         | Voix      | Sièges | %     |
| ----- | --------------------------------------------- | --------- | ------ | ----- |
|       | Parti authenticité et modernité (PAM)         | 1 333 546 | 6 662  | 21,16 |
|       | Parti de l'Istiqlal (PI)                      | 1 070 095 | 5 083  | 16,14 |
|       | Parti de la justice et du développement (PJD) | 1 559 814 | 5 018  | 15,94 |
|       | Rassemblement national des indépendants (RNI) | 886 433   | 4 415  | 14,02 |
|       | Mouvement populaire (MP)                      | 646 415   | 3 006  | 9,55  |
|       | Union socialiste des forces populaires (USFP) | 563 134   | 2 654  | 8,43  |
|       | Parti du progrès et du socialisme (PPS)       | 422 759   | 1 770  | 5,62  |
|       | Union constitutionnelle (UC)                  | 401 900   | 1 480  | 4,70  |
|       | Fédération de la gauche démocratique (FGD)    | 100 259   | 332    | 1,05  |
|       | Mouvement démocratique et social (MDS)        | 72 587    | 297    | 0,94  |
|       | Front des forces démocratiques (FFD)          | 74 080    | 193    | 0,61  |
|       | Parti Al Ahd Addimocrati (PAA)                | 33 079    | 143    | 0,45  |
|       | Autres (16 partis et indépendants)            |           | 429    | 1,36  |
| Total | Total                                         |           | 31 482 | 100   |

### Résultats détaillés

#### Rabat
Au conseil municipal de Rabat, le PJD remporte l'ensemble des arrondissements (Agdal-Ryad, Hassan, Youssoufia), sauf l'arrondissement du Souissi[réf. souhaitée].
C'est Mohamed Sadiki du PJD qui est élu maire de la ville .

#### Salé
À Salé, le PJD arrive en tête . Le nouveau maire de la ville est Jamaê Moatassime, ancien directeur de cabinet de Abdelilah Benkirane . 

#### Casablanca
À Casablanca, le PJD obtient une majorité absolue avec 74 sièges sur un total de 147 . 
Il nomme Abdelaziz El Omari, ministre chargé des Relations avec le Parlement et la Société civile comme maire de Casablanca .

#### Témara
Mouh Rejdali du PJD devient maire de Témara .

#### Marrakech
À Marrakech, le PJD bat Fatima Zahra Mansouri.  
C’est Mohamed Belcaid du PJD, son ancien adjoint, qui prend les commandes de la ville . 

#### Fès
À Fès, Le PJD renverse Hamid Chabat et gagne la majorité absolue. Le PJD nomme Driss El Azami El Idrissi comme maire de la ville .

#### Oujda
Lors des élections municipales de 2015, le maire sortant Omar Hejira (Istiqlal) remporte seulement 7 voix contre 28 voix pour le PJD et 30 voix pour le PAM .
Les élus du PAM et de l'Istiqlal refusent de se présenter pour élire le président de la commune .

#### Tanger
À Tanger, la participation est de 41 %.
Le PJD bat largement Fouad El Omari du PAM avec plus de 55 % à Béni Makada, 57 % à Tanger-Médina, 50 % à Souani et Moghogha.
Il remporte la majorité absolue au conseil communal avec 49 siège sur 84. Le PJD nomme Mohamed Bachir Abdellaoui à la tête de la ville . 
Le conseil communal comporte 85 siège dont : 49 pour le PJD (57,65 %), 13 pour le PAM (15,29 %), 8 pour le RNI (9,41 %), 8 pour l'UC (9,41 %), 5 sans appartenance politique (5,89 %) et 2 pour l'Istiqlal (2,35 %). 13 conseiller communaux sont des femmes soit 15,29 %

#### Guelmim
L'USFP conserve la ville.

#### Laâyoune
À Laâyoune le parti de l'Istiqlal arrive en tête avec 82 sièges suivi du RNI avec 8 sièges. Hamdi Ould Rachid est ainsi reconduit comme président du conseil de la ville.

#### Kénitra
À Kénitra le PJD remporte 49 des 65 sièges que compte la commune urbaine de Kénitra. Il est ensuite suivi du PAM et de l'Istiqlal avec 8 voix chacun. 
Aziz Rabbah est donc réélu maire de la ville .

#### Nador
À Nador le PAM remporte 16 sièges, suivi du Mouvement Populaire (13 sièges), du RNI (8 sièges) et du PJD (6 sièges)

#### Tétouan
Le PJD est en tête

#### Meknès
À Meknès le PJD est en tête 
Abdellah Bouanou du PJD est élu maire de la ville 

#### Al Hoceïma
Le PAM est en tête.

#### Agadir
À Agadir le maire sortant Tarik El Kabbaj (ex-USFP) est battu par le PJD.
Salah El Malouki du PJD est élu nouveau maire d'Agadir .

## Réactions et analyse

### Commission gouvernementale
La commission gouvernementale de suivi des élections a apporte dans son communiqué, qu'un total de 1.244 plaintes relatives aux élections communales et régionales du vendredi 4 septembre 2015 ont été déposées auprès des parquets généraux, donnant lieu à la poursuite de 258 personnes, dont 46 en état d'arrestation.

### Les partis
Le numéro deux du Parti authenticité et modernité, Hakim Benchammas affirme que le Maroc a assisté à l’assassinat par le gouvernement du processus démocratique au Maroc, en raison des violations flagrantes du scrutin constatées selon lui dans plusieurs villes . 

### Chef du gouvernement
Pour le Chef du gouvernement marocain Abdelilah Benkiran : 
- « La réaction des partis d’opposition m’a fait pitié... Il faut dire les choses clairement : ils ont été battus et, à mon sens, leurs chefs respectifs auraient dû démissionner. [1]»

### Presse
La plupart des commentateurs marocain et internationaux estiment que le vrai grand gagnant de ces élections est le PJD ,,,.
Pour le journaliste Karim Boukhari : 
- "Discours clair et rassurant, hommes propres et réputés incorruptibles, bonne connaissance du terrain et du peuple, maitrise du  parler simple : le succès du PJD tient à cela et à cela seulement ; une  recette et une combinaison d’éléments qu’aucun autre parti n’a pu  réunir. (..) [19]"

### Intellectuels et universitaires
Pour le politologue marocain Mohammed Madani :
- "Le PJD se trouve désormais dans une position favorable pour les prochaines élections législatives en 2016. Le PJD obtient ces résultats alors qu’il a essuyé des tirs nourris de la part des autres partis, qu’il n’a presque pas de marge de manœuvre au gouvernement face au Palais, et qu’il n’a pas non plus de relais médiatiques. Le PAM, lui, a surtout une clientèle rurale, là où l’administration a encore la main sur les électeurs. Le PJD se renforce au sein des classes moyennes et urbaines [20]"

Pour Youssef Belal, professeur de sociologie politique : 
- "Pour le PJD, c’est indéniablement une très forte progression par  rapport aux élections de 2009. Ils passent de la sixième à la seconde  place avec une très forte croissance du nombre de voix et de sièges. En  ce qui concerne le PAM c’est une stagnation voir un léger recul par  rapport à 2009.(...) Le fait qu’il n’y ait pas de parti majoritaire absolu oblige le PJD à  faire des alliances avec des partis qui sont idéologiquement différents. Ce système rassure la population et le régime car cela permet de  préserver une certaine stabilité et d’être souvent dans le compromis, mais il reste incohérent [21]"

Pour le politologue Mohamed Tozy :
- "A mon sens ces résultats ne préfigurent rien du tout. Les seules préfigurations  qu’on peut avoir c’est qu’on tourne autour de 50 % de taux de  participation, et qu’en termes de distribution des voix, on remarque que  4 ou 5 partis deviennent importants, tandis que d’autres sont en train de disparaître. La préfiguration, c’est l’ancrage important du PJD dans  les villes. Mais pour l’heure, on ne connaît pas la sociologie des  électeurs du PJD. Aucune conclusion n’est à tirer pour les législatives [22]"